# Світ роботів
Світ роботів (англ. Robot world) також Планета роботів (англ. Planet of robots) — британський науково-фантастичний фільм режисера Ніла Роу.

## Сюжет
Астронавт відправляється в космічну місію за допомогою новітнього космічного корабля. Його місія — облетіти та розвідати невідому планету після чого, повернутися. Відомо, що планета заселена розумним життям. Досягнувши пункту призначення, пілот опиняється на чужій планеті й невдовзі виявляє, що планета заселена лише машинами.

## В ролях
- Ян Роу — астронавт, головний герой фільму.

## Зйомки
Зйомки проходили на південному заході Англії та Великобританії в різних місцях Дартмура, Ексетера та Плімута.

## Критика
Фільм отримав здебільшого негативні відгуки з оцінкою 3,8/10.